# جام ملت‌های اروپای زنان ۱۹۹۳
مسابقات فوتبال زنان اروپا ۱۹۹۳ که با نام یورو زنان ۱۹۹۳ نیز شناخته می‌شود. یک تورنومنت فوتبال بود که بین سالهای ۱۹۹۳ انجام شد. (به همراه مسابقات انتخابی) مسابقات پایانی آن در کشور ایتالیا انجام شد. تیم ملی فوتبال زنان نروژ با غلبه بر تیم ملی فوتبال زنان ایتالیا که در خانه بازی می‌کرد قهرمان این دوره از مسابقات شد.

## ساختار
در دور انتخابی ۲۳ تیم در هشت گروه قرار گرفتند. (هر گروه سه تیم بجز یک گروه دو تیمی) و برنده هر گروه به یک چهارم نهایی رقابتها راه میافت. پس از آن مسابقات حذفی رفت و برگشتی انجام می‌دادند. در نیمه نهایی و فینال تنها یک بازی انجام می‌شد و برنده بازی قهرمان رقابتها شناخته می‌شد. تیم‌های بازندهٔ نیمه نهایی بازی پلی آف رده‌بندی را انجام می‌دادند.

## نتایج

### نیمه نهایی
| نروژ         | 1 – ۰ | دانمارک |
| ------------ | ----- | ------- |
| Andersen ۶۳' |       |         |

| ایتالیا             | 1 – ۱ (وقت اضافه) (۴–۳ پنالتی) | آلمان   |
| ------------------- | ------------------------------ | ------- |
| کارولینا موراچه ۶۳' |                                | مور ۵۶' |

### پلی آف رده‌بندی
| آلمان       | 1 – ۳ | دانمارک                         |
| ----------- | ----- | ------------------------------- |
| ماینارت ۳۱' |       | Mackensie ۱۰', ۴۲' · Nissen ۳۵' |

### فینال
| ایتالیا | 0 – ۱ | نروژ        |
| ------- | ----- | ----------- |
|         |       | Hegstad ۷۵' |

## جوایز
| قهرمان مسابقات فوتبال زنان اروپا ۱۹۹۳                                                           |
| ----------------------------------------------------------------------------------------------- |
| [[پرونده:} \| Flag of Norway.svg }}\|45x32px\|border attribute\|g of نروژ}}}]] نروژ دومین عنوان |

## گلزنان
۲ گل
- Susan Mackensie

۱ گل
| - Hanne Nissen - مرن ماینارت - هایدی مور | - کارولینا موراچه - Birthe Hegstad - Anne Nymark Andersen |